# بيت سداد (بني العوام)

تعديل مصدري - تعديل

بيت سداد هي إحدى قرى عزلة ردمان بمديرية بني العوام التابعة لمحافظة حجة، بلغ تعداد سكانها 541 نسمة حسب تعداد اليمن لعام 2004.